# Malmön, Västmanland
Malmön är en småort i Köpings socken i Köpings kommun. 
Malmön är idag ingen ö utan ett samlingsnamn för den bebyggelse som ligger utmed Köpingsåns sydvästra sida. Tack vare landhöjningen är Malmön och Vitön förbundna med fastlandet. Båda är delar av Köpingsåsen.

## Historia
Malmön med Runskär, en ö utanför Malmöns södra del, började bebyggas vid början av 1900-talet. Avsikten var att ge stans arbetarbefolkning chans till ett fritidsboende. Tomterna arrenderades ut av Köpings stad och den ursprungliga bebyggelsen var små stugor runt 20 m². Tomtarealerna låg strax under 1000 m². På 1930-talet var Malmön och Runskär fullt utbyggda varför staden upplät även Vitön, ett område strax innan Malmön, för bebyggelse. Det ursprungliga elnätet var på 1980-talet i så dåligt skick att det behövdes bytas ut, dessutom hade det avloppsvatten som rann ut i åsen förorenat grundvattnet. Kommunen beslöt därför att dra ny el samt kommunalt vatten och avlopp till området. För att finansiera arbetet fick de boende erbjudande om att friköpa tomterna i mitten av 1980-talet. Priset sattes mellan 45 000–55 000 kr beroende på läge, samtidigt var alla som friköpte tomten tvungna att betala anslutningsavgift till vatten och avlopp på 20 000 kr. I dag har området förvandlats till året runt-boende. 

## Samhället
I Malmön finns campingplatsen Malmöns Camping och den säsongsöppna restaurangen Café Sjömagasinet. Även ett antal olika badplatser finns. Bebyggelsen är ett 100-tal sommarbostäder och åretruntboende. Malmön avgränsas av Barkaröviken som är ett fågelreservat. På andra sidan viken finns Jägaråsen som tillhör Kungsörs kommun.